# شونبک
شهر شونبک (به آلمانی: Schönebeck) در ایالت زاکسن-آنهالت در کشور آلمان واقع شده‌است.